# Sera parsimonia in fundo est
Sera parsimonia in fundo est è una locuzione e un proverbio latino, che può essere tradotta "È tardi risparmiare, quando si è giunti al fondo". 
La sentenza si trova nella prima lettera delle Epistulae morales ad Lucilium di Seneca, che a sua volta riprende una frase di Esiodo ne Le opere e i giorni 369.
Il filosofo stesso spiega la frase aggiungendo non enim tantum minimum in imo sed pessimum remanet, cioè "infatti ciò che rimane non solo è poco ma è anche pessimo".